# 산 테러
산 테러는 사람에게 산을 뿌려 화상과 실명을 일으키는 범죄이다. 산의 종류에 따라 염산 테러, 황산 테러 등으로 불린다. 그리고 여성의 인권이 잘 보장되지 못하는 아프가니스탄, 인도 같은 나라에서는 여성이 청혼을 거절했다는 등의 이유로 피해를 입는 경우가 자주 발생해서 큰 문제로 떠오르고 있다. 그리고 2014년에는 이란에서 남성 괴한들이 불특정 다수의 여성들에게 염산 테러를 가해서 사회적 불안감을 증폭시키는 사건이 일어나기도 했다.

## 실제 사건
- 대구 아동 황산테러
- 김영삼 질산 테러 사건

## 같이 보기
- 분류:산 테러 피해자